# Luigi Bonino
Pour les articles homonymes, voir Bonino.
Luigi Bonino (né le 4 octobre 1949 à Bra, dans la province de Coni, Piémont, dans le nord-est de l'Italie) est un danseur et acteur italien. Il collabore avec Roland Petit avec notamment Charlot (un hommage à Charlie Chaplin).

## Filmographie
- 1997 : Hasards ou Coïncidences de Claude Lelouch